# Joseph Charlet
Joseph Charlet est un architecte français né le 21 décembre 1865 à Paris 12e et décédé en février 1937 aux Ormes-sur-Voulzie.

## Biographie
Formé par Julien Guadet, il a été actif dans les années 1900-1930 au cours desquelles, en collaboration avec l'architecte Étienne Perrin, il a réalisé de nombreux immeubles dans un style éclectique ou art déco, à Paris et dans la région parisienne.
Parmi ses réalisations, on peut citer : 
- la résidence de Campo-Formio à Paris dans le 13e arrondissement ;
- le 24/26 rue Charles-Baudelaire dans le 12e arrondissement (lauréat du concours des façades de la ville de Paris en 1911[3]) ;
- L’immeublre d’angle nos 17 et 15 rue Michel-Chasles et nos 28 bis et 28 ter rue Traversière, immeuble dû au sculpteur G. Ardouin et aux architectes Charlet et Perrin, immeuble comportant  une rotonde (surmontée d’un dôme) : le restaurant les Garnements est devenu le CharletPerrin en référence aux architectes ;
- l'immeuble d'angle rues Abel et Parrot dans le 12e arrondissement ;
- un de ses immeubles conçu avec Étienne Perrin, au n°43 rue des Couronnes, remporte le concours des façades de la ville de Paris en 1905[4].

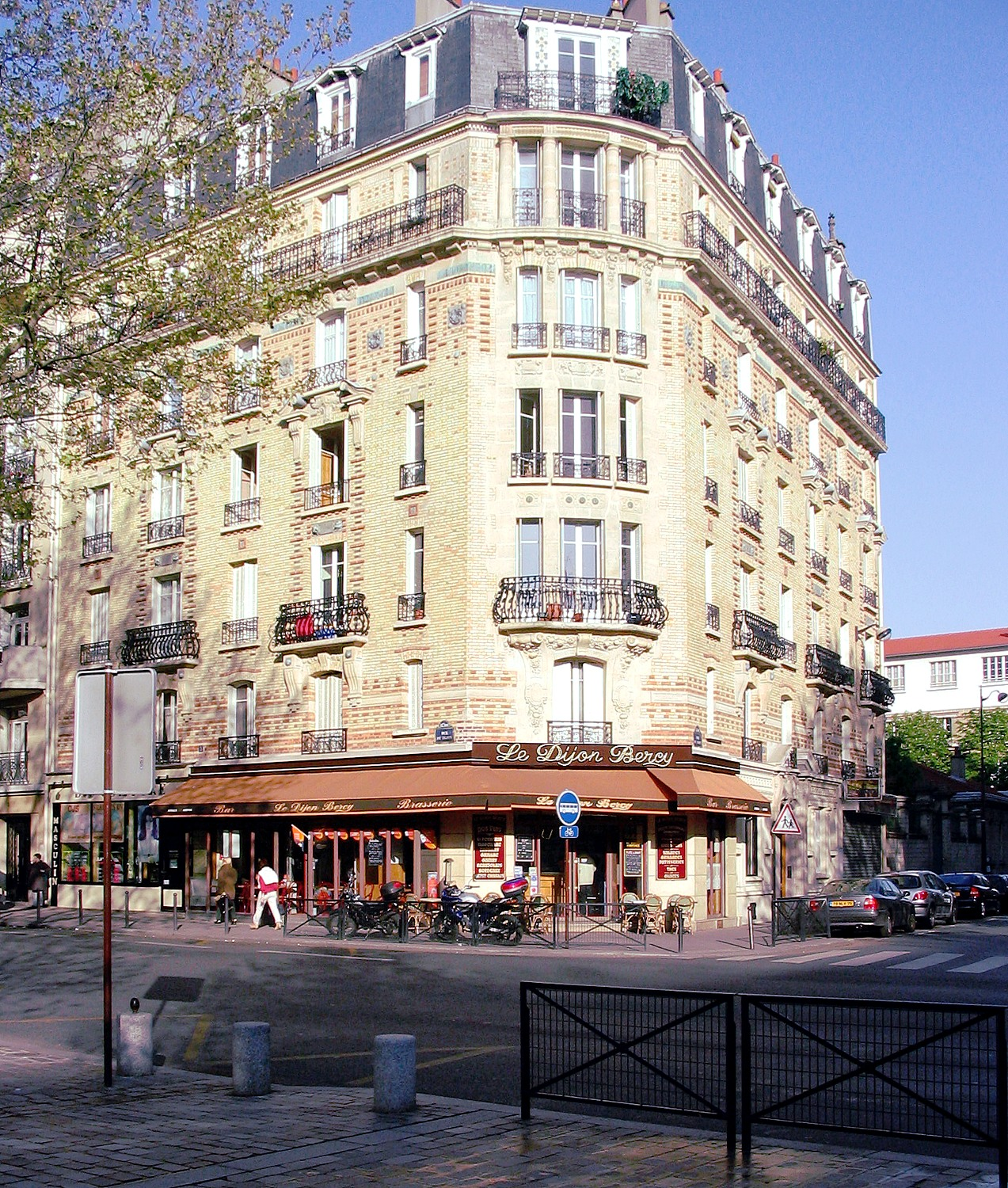
1, rue de Dijon : Immeuble de logements avec un commerce en rez-de-chaussée réalisé par les architectes Charlet-Perrin (1908).
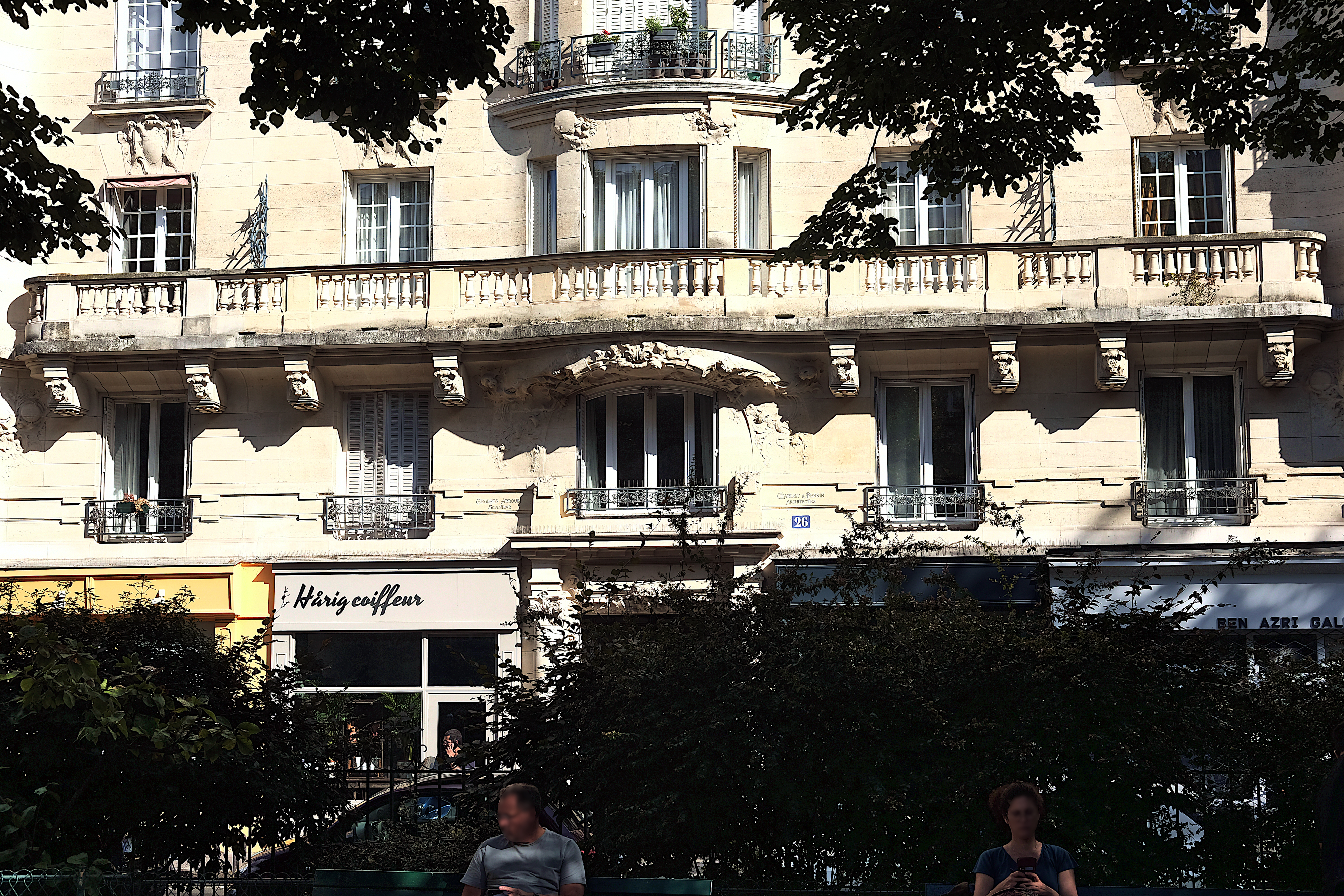
n°26 rue Charles-Baudelaire (1910).
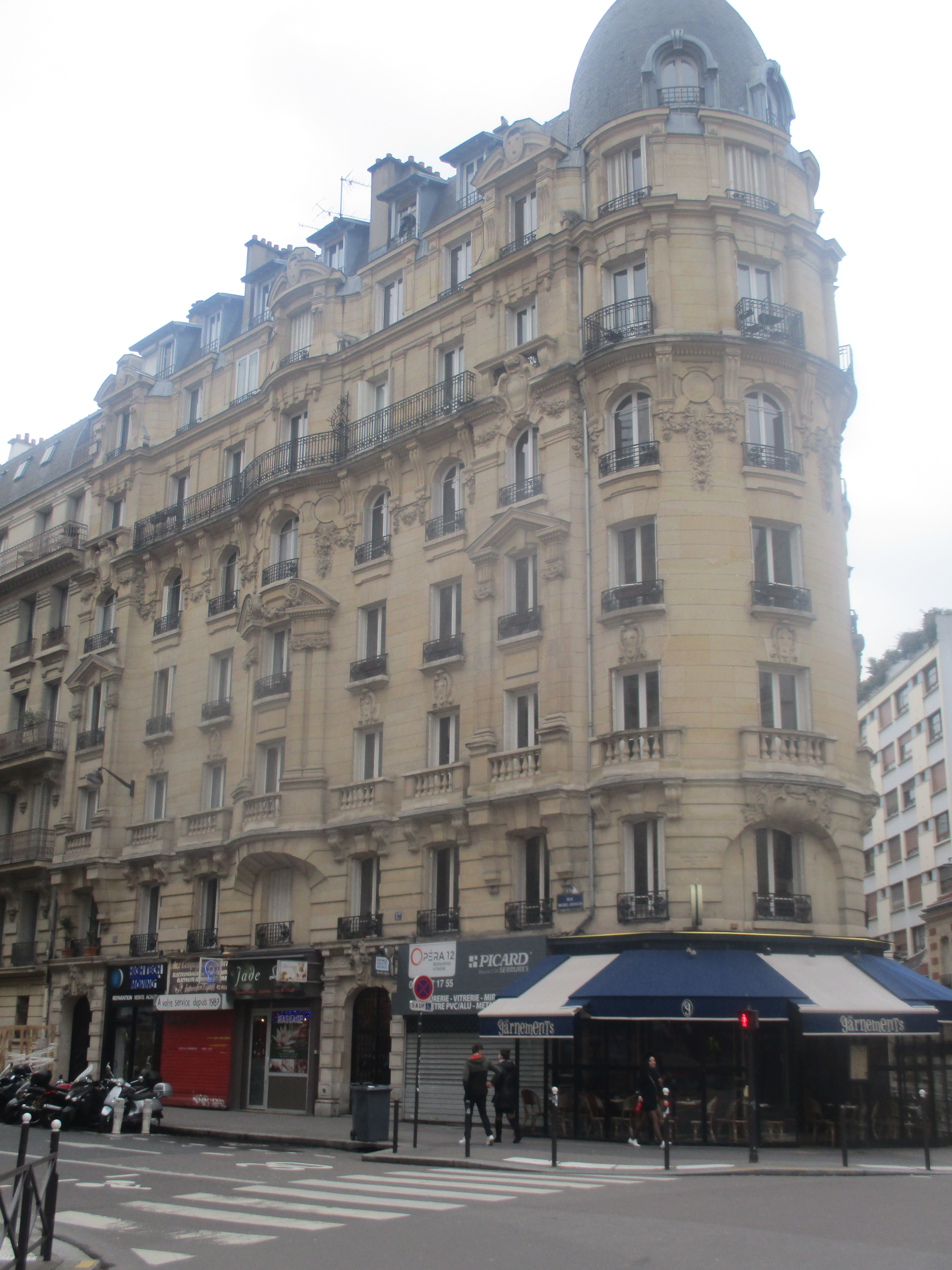
15-17, rue Michel Chasles : immeuble de rapport d'angle dessiné par les architectes Charlet et Perrin (1911).
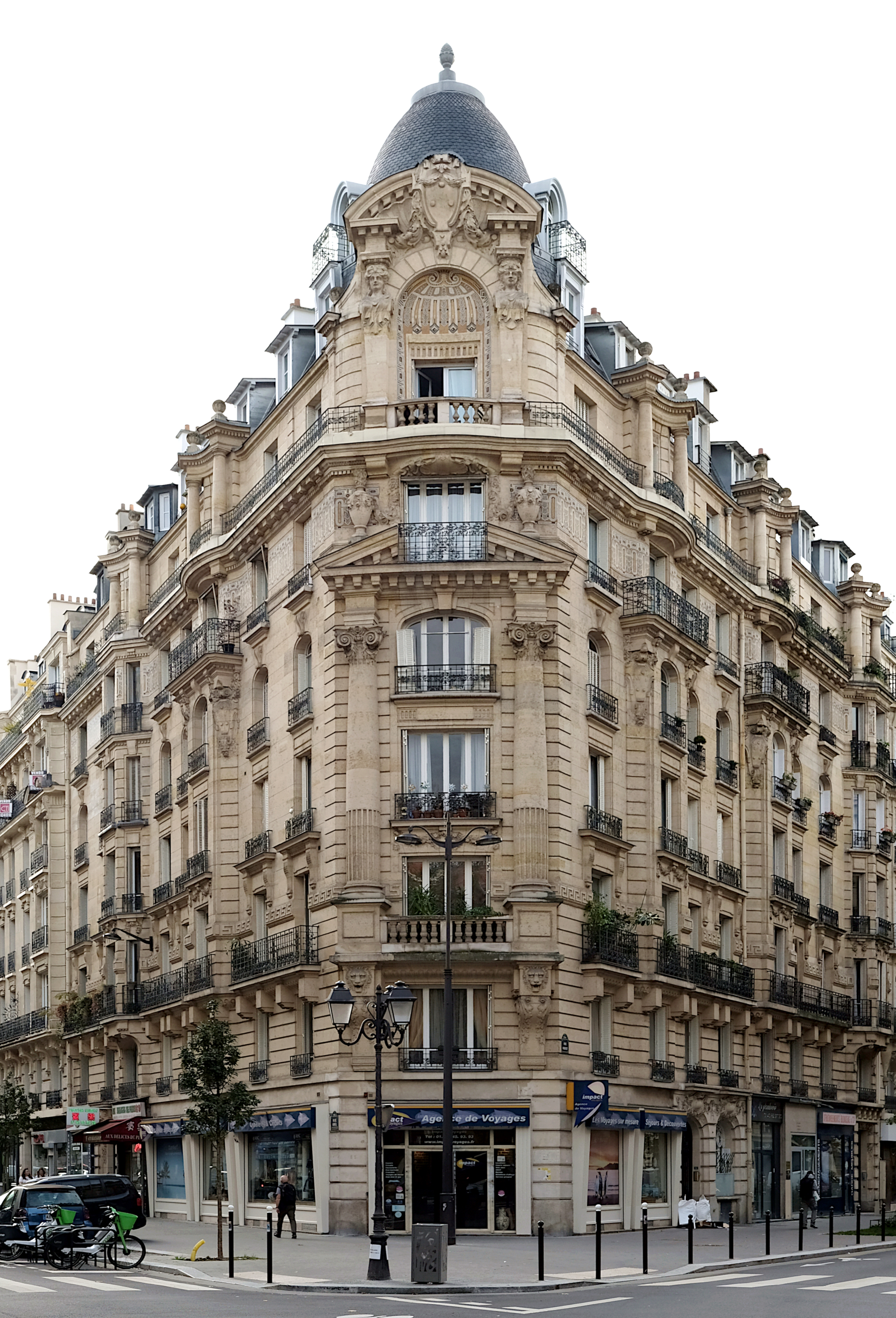
9, rue Abel et 14-16 rue Parrot : immeuble de rapport d'angle dessiné par les architectes Charlet et Perrin (vers 1911).
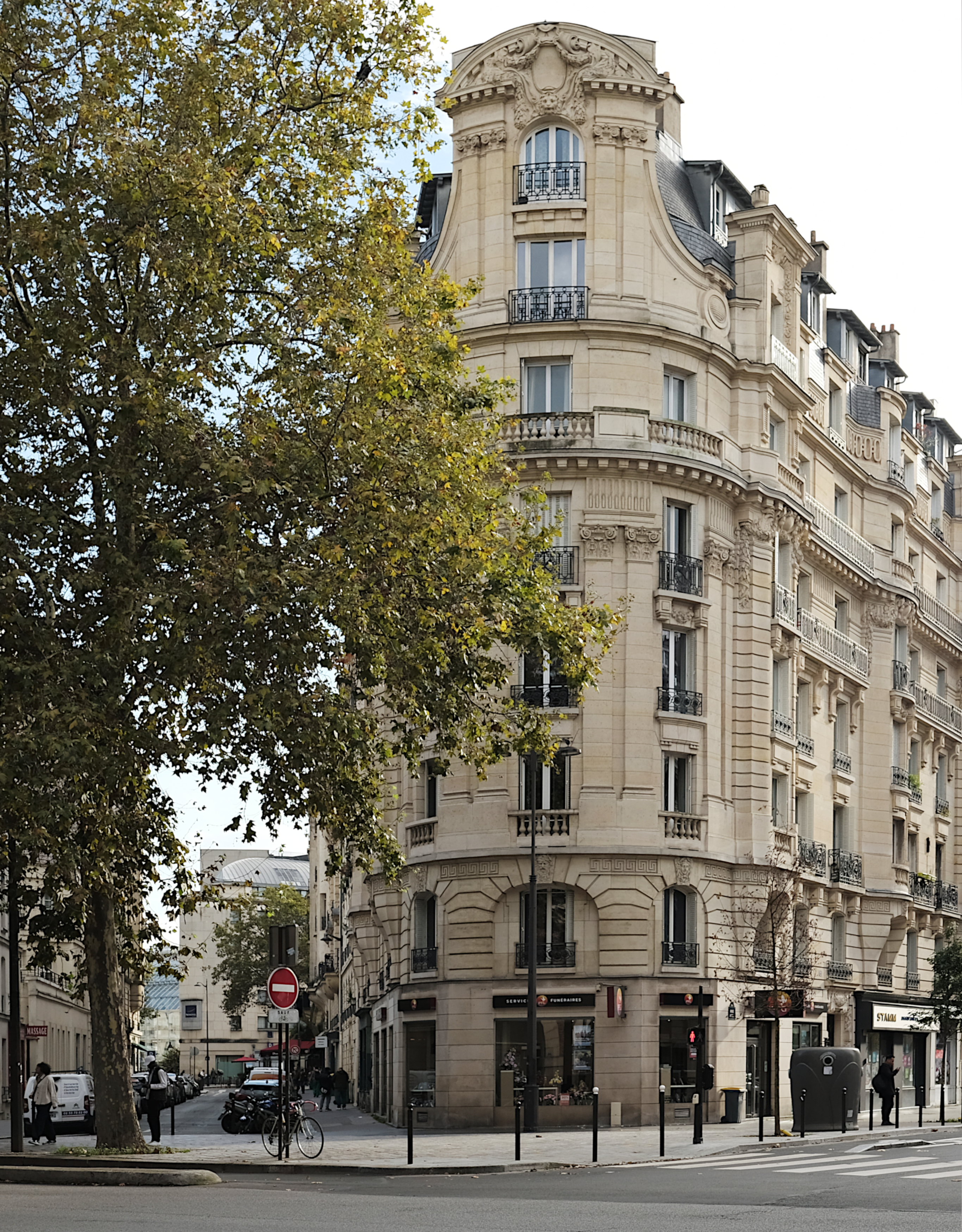
Immeuble d'angle des rues Abel et Legraverend (vers 1912).
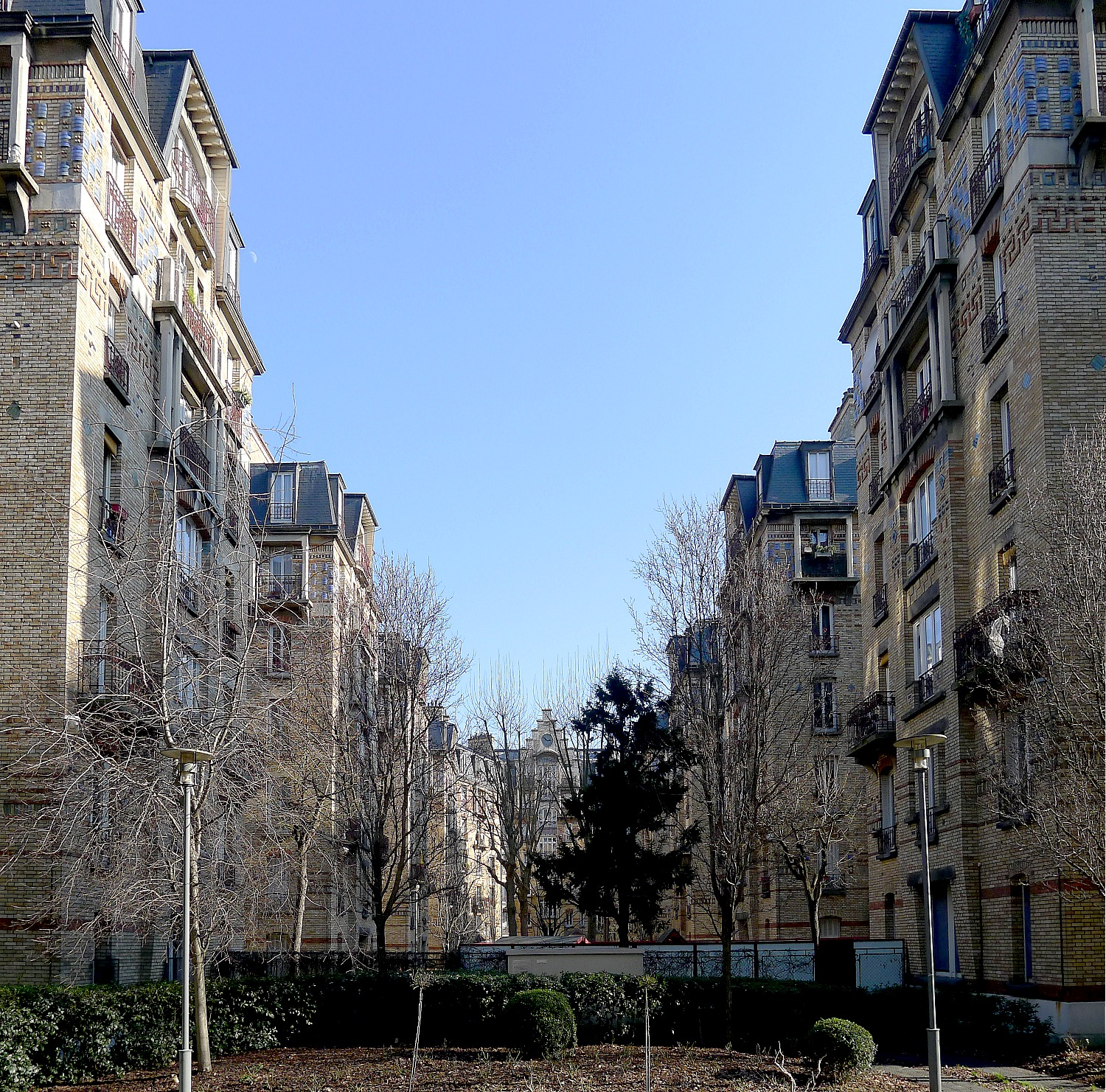
Résidence Campo-Formio dans le 13e arrondissement de Paris (architectes : Joseph Charlet et Etienne Perrin - 1928).